# 4 (musikalbum av Lillasyster)
4 är det fjärde studioalbumet, och det sjätte i ordningen med samlingsalbum inkluderat, av den svenska hårdrocksgruppen Lillasyster från Göteborg, utgivet i april 2016 av Universal.

## Låtlista
| Nr           | Titel                           | Längd |
| ------------ | ------------------------------- | ----- |
| 1.           | Ej till dig                     | 4:40  |
| 2.           | Bruten stålman                  | 4:19  |
| 3.           | Skål                            | 3:54  |
| 4.           | Mörk materia (som ler)          | 2:43  |
| 5.           | Krossat glas                    | 3:25  |
| 6.           | Tussilago                       | 3:37  |
| 7.           | Vi kommer alltid hata dina barn | 3:22  |
| 8.           | Städer i brand                  | 3:29  |
| 9.           | Trappramlaren                   | 2:54  |
| 10.          | Detta är mitt rop på hjälp      | 4:27  |
| Total längd: | Total längd:                    | 36:50 |

## Banduppsättning
- Martin Westerstrand - sång
- Max Flövik - gitarr
- "Andy Oh My God" (Andreas Bladini) - basgitarr
- Ian-Paolo Lira - trummor